# Анкараспор
«Анкараспор» (тур. Ankaraspor Kulübü) — турецький футбольний клуб з Анкари. Заснований 1978 року. У 2014—2020 роках виступав під назвою «Османлиспор» (тур. Osmanlıspor Futbol Kulübü). Домашній стадіон — «Османли» місткістю 19 626 чоловік.

## Значок і кольори клубу
Домашні кольори «Анкараспора» — синьо-білі.
Попередній бейдж складався з синьо-білого щита, на якому містилася назва та рік заснування клубу. На щиті було зображено анатолійського леопарда з кількома шестикутними панелями футбольного м’яча в його голові та грудях. Ця тварина, яка деякий час жила в Анатолії та особливо поблизу Анкари, символізувала силу і гідність клубу.

## Виступи в єврокубках
| Сезон   | Змагання        | Раунд   | Клуб        | Вдома | На виїзді | В сукупності |
| ------- | --------------- | ------- | ----------- | ----- | --------- | ------------ |
| 2005    | Кубок Інтертото | 2Р      | Дубниця     | 0–4   | 1–0       | 1–4          |
| 2016–17 | Ліга Європи     | 2КР     | Зімбру      | 5–0   | 2–2       | 7–2          |
| 2016–17 | Ліга Європи     | 3КР     | Нимме Калью | 1–0   | 2–0       | 3–0          |
| 2016–17 | Ліга Європи     | ПО      | Мідтьюлланн | 2–0   | 1–0       | 3–0          |
| 2016–17 | Ліга Європи     | Група L | Вільярреал  | 2–2   | 2–1       | 1-е          |
| 2016–17 | Ліга Європи     | Група L | Стяуа       | 2–0   | 1–2       | 1-е          |
| 2016–17 | Ліга Європи     | Група L | Цюрих       | 2–0   | 1–2       | 1-е          |
| 2016–17 | Ліга Європи     | 1/16    | Олімпіакос  | 0–3   | 0–0       | 0–3          |

| Турнір           | М  | В | Н | П | ГЗ | ГП |
| ---------------- | -- | - | - | - | -- | -- |
| Ліга Європи УЄФА | 14 | 8 | 3 | 3 | 23 | 12 |
| Кубок Інтертото  | 2  | 1 | 0 | 1 | 1  | 4  |
| Всього           | 16 | 9 | 3 | 4 | 24 | 16 |

Останнє оновлення: 3 серпня 2017